# 馬祖南竿機場
馬祖南竿機場，行政組織名稱原為交通部民用航空局馬祖南竿航空站（2023年9月15日與北竿機場合併為交通部民用航空局馬祖航空站），位於中華民國福建省連江縣南竿鄉，由立榮航空及華信航空負責機場的航班。

## 沿革
南竿機場原為軍方空投物資之小型機場，於1997年12月31日經行政院經濟建設委員會決議同意辦理「馬祖南竿機場新建工程」計畫，於2002年12月完工，並於2003年1月23日正式營運啟用。
交通部民航局投入1.7億元經費進行機場第一航廈整修及第二航廈新建工程，於2019年5月22日開工，第二航廈於2022年1月初完工，第一航廈預計2023年2月整修完畢。
馬祖列島與台灣本島距離過遠，合富輪、臺馬輪、臺馬之星的海運時間較長，因自ATR72-600能全載重起降的南竿機場啟用後，對外交通逐漸以空運為主。2019年，往返台馬班次由原有12班次增為18班次（含飛台中1班），旅客運量自開航統計至2018年5月底已達2,074,631人次。2023年3月26日，華信航空進駐。
未來馬祖大橋完工後將計畫廢除南竿機場，現有用地另進行開發。

## 地理位置
南竿機場位於南竿島東側之復興村，佔地38公頃，其東、南、南三面臨海，西以雙線道連接連江縣政府、連江縣議會、福澳港等設施及島上之公路網。

## 航站設施
- 跑道：本場跑道方位為03─21，長1,579公尺，寬30公尺。
- 滑行道：長74公尺、寬27公尺，位於跑道西側連接停機坪。
- 停機坪：固定翼停機坪，長205公尺、寬73公尺，可提供ATR72-600使用之四個機位，其中兩個機位亦可供C-130h使用。
- 航站大廈：樓地板面積2,872平方米（含辦公室、機房、配電室）。
- 停車場：可停放小型車144輛及機車141輛，共計285輛。
- 聯外道路：長457公尺，設二至四車道，連接島上之公路網。
- 助導航設備：南竿機場塔台、歸航台NDB、航空測距儀DME、簡式精確進場滑降指示燈（APAPI）、塔台旋轉燈、跑道頭燈（翼排燈、末端燈、識別閃光燈）、跑滑道邊燈、千呎牌、指示牌燈、高亮度障礙燈、機坪投射燈以及左右定位輔助臺LDA（僅03跑道）
- 機場消防設施：1,500及3,000加侖消防車各乙部、真空式跑道清掃車乙台。

## 航空公司與航點
| 航空公司 | 目的地    | 班次     | 固定航機  |
| -------- | --------- | -------- | --------- |
| 立榮航空 | 台北-松山 | 每週28班 | ATR72-600 |
| 立榮航空 | 台中      | 每週4班  | ATR72-600 |
| 華信航空 | 台北-松山 | 每週7班  | ATR72-600 |
| 華信航空 | 高雄      | 每週1班  | ATR72-600 |

## 公車資訊
| 路線 | 經營業者     | 區間      | 備註             |
| ---- | ------------ | --------- | ---------------- |
| 山線 | 連江縣公車處 | 介壽—馬港 | 部分班次繞駛機場 |
| 海線 | 連江縣公車處 | 介壽—馬港 | 部分班次繞駛機場 |

## 營運統計

### 客貨運量統計
| 年份 | 客運量(人) | 貨運量(噸) | 起降次數(次) |
| ---- | ---------- | ---------- | ------------ |
| 2005 | 190,504    | 294.2      | 5,283        |
| 2010 | 166,001    | 720.6      | 3,773        |
| 2011 | 188,909    | 822.4      | 4,315        |
| 2012 | 195,963    | 1,077.6    | 4,467        |
| 2013 | 212,856    | 1,298.1    | 4,632        |
| 2014 | 240,220    | 1,386.5    | 4,628        |
| 2015 | 223,576    | 1,455.5    | 4,042        |
| 2016 | 259,289    | 1,496      | 4,567        |
| 2017 | 291,231    | 1,766.1    | 4,874        |
| 2018 | 303,931    | 1,330.7    | 5,089        |
| 2019 | 311,653    | 1,350.5    | 5,020        |
| 2020 | 371,238    | 1,684.1    | 6,126        |
| 2021 | 246,549    | 1,400.1    | 4,254        |
| 2022 | 368,121    | 2,058.6    | 6,371        |
| 2023 | 384,339    | 1,579.6    | 6,427        |
| 2024 | 300,871    | 1,325.5    | 5,144        |

## 外部連結
- 馬祖航空站 （页面存档备份，存于） （繁體中文）（英文）
- YouTube上的LZN南竿航空站頻道（页面存档备份，存于）（繁體中文）

## 網路來源
1. ↑  . 馬祖日報. 2023-09-16  [2023-11-07]. （原始内容存档于2023-11-07）. （页面存档备份，存于）
2. ↑  . 馬祖日報. 2019-05-23  [2023-11-07]. （原始内容存档于2023-11-07）. （页面存档备份，存于）
3. ↑  . 台灣好報.   [2023-05-07]. （原始内容存档于2023-05-09）. （页面存档备份，存于）
4. ↑  . 中時新聞網.   [2023-05-07]. （原始内容存档于2023-05-08）. （页面存档备份，存于）
5. ↑  . 馬祖日報.   [2023-05-07]. （原始内容存档于2023-05-07）. （页面存档备份，存于）
6. ↑  . 自由時報.   [2023-05-07]. （原始内容存档于2023-05-09）. （页面存档备份，存于）
7. ↑  . 中央通訊社.   [2024-03-07]. （原始内容存档于2024-12-19）.